# Polia propodea
Polia propodea là một loài bướm đêm trong họ Noctuidae.